# Breutelia sciuroides
Breutelia sciuroides är en bladmossart som beskrevs av Thériot 1926. Breutelia sciuroides ingår i släktet gullhårsmossor, och familjen Bartramiaceae. Inga underarter finns listade i Catalogue of Life.